# Google ナレッジグラフ
Google ナレッジグラフ（英語：Google Knowledge Graph）は、様々な情報源から収集したセマンティック検索情報を用いて検索エンジンの検索結果を拡張するためにGoogleが使用する知識ベースである。2012年5月16日にGoogleが発表し、同年ナレッジグラフ表示機能が米国版から順次検索エンジンに追加された。Googleナレッジグラフは、他のサイトへのリンク一覧に加えて特定のトピックに関する構造化された詳細情報を提供する。その目的は、検索エンジンの利用者が他のサイトを見て回り自分で情報を収集・整理しなくても、疑問を解決できるようにすることである。

## 歴史
Googleによれば、Googleナレッジグラフの情報は、『ザ・ワールド・ファクトブック』、フリーベース、そしてウィキペディア等の多数の情報源から取得されている。その特徴は、Ask.comやWolfram Alphaといった質問応答システムに似ている。
Googleナレッジグラフのセマンティック・ネットワークは、2025年時点で、50億件以上のオブジェクトと、さまざまなオブジェクトに関する事実およびオブジェクト間の関係5000億件以上を収納しており、これを使って検索時に入力されたキーワードの意味を理解する。

## 会話型検索
2013年の「Google I/O」カンファレンスで、Googleのアミット・シンハル（Amit Singhal）は、未来の検索についてプレゼンテーションした。そこでシンハルは、検索エンジンの3つの主要機能は、1. 答える、2. 会話する、3. 予想する、へと進化する必要がある、と説明した。シンハルはキーノート・トークで「あなたはコンピュータと会話できますか？そしてあなたが尋ねたこと全てに答えてくれますか？私は、ほんの少ししか実現できていないことを知っています。私は、世界のために私の夢を実現したいのです」と語った後、会話型検索技術について説明し、更に「ホット・ワーディング」（hot-wording）という用語を紹介し、利用者がGoogle検索エンジンに対して「OK、Google」と話すだけですむ、インタフェース不要の検索について説明した。
それに引き続き、利用者がサンタクルーズについて質問すると検索エンジンがその問い合わせ結果の表示に加えて「会話」で回答する、というデモが行われた。Googleのジョアンナ・ライト（Johanna Wright）は、「ナレッジグラフはサンタクルーズが地名であり、この地名一覧がサンタクルーズに関係していることを知っています」と話し、この検索エンジンがGoogleナレッジグラフのデータを使って結果を生成していることを説明した。